# Мала Стружка
Мала́ Стружка — село в Україні, у Новоушицькій селищній територіальній громаді Кам'янець-Подільського району Хмельницької області. До адміністративної реформи 19 липня 2020 року село належало до Новоушицького району.

## Символіка

### Герб
Щит у золотистій оправі, фон зеленого кольору. У верхній частині зображена церква, як символ християнської віри. У центрі щита розміщено гілочка дерену із плодами та у нижній частині хвилястою синьою лінією позначено водойми. Саме ці символи символізують початок заснування села з урочищ «Джерела», «Дерени». Колосся нахилені на ліву й праву сторони, а в центрі овочі та фрукти, як знак основного виду зайнятості населення

### Прапор
Прямокутне полотнище складається з двох частин. Верхня половина прапора зеленого кольору, нижня – синього кольору. Синій колір символізує водойми, які знаходяться біля села.

## Історія

### Часи Голодомору на селі
За даними офіційних джерел (тогочасних ЗАГСів, які хоч і не завжди реєстрували правдиву кількість померлих, саме від голоду, бо було заборонено вказувати, що людина померла голодною смертю) в селі в 1932–1933 роках загинуло близько 30 жителів села. На сьогодні встановлено імена лише 21 особи. Мартиролог укладений на підставі поіменних списків жертв Голодомору 1932–1933 років, складених Малостружківською сільською радою згідно даних місцевого РАГСу (хоча й звіритися з конкретними документальними свідченнями стає майже неможливо, оскільки не всі вони дійшли до наших днів, у силу різних обставин Поіменні списки зберігаються в Державному архіві Хмельницької області.
Кількість померлих і їх особисті дані не є остаточними, оскільки не всі дані збереглися і не все заносилося до книг обліку тому є ймовірність, того, що мартиролог Голодомору в селі буде розширений

## Населення
Населення становить 649 осіб.

### Мова
У селі поширені західноподільська говірка та південноподільська говірка, що відносяться до подільського говору, який належить до південно-західного наріччя.
Розподіл населення за рідною мовою за даними перепису 2001 року:
| Мова       | Відсоток |
| ---------- | -------- |
| українська | 99,38%   |
| російська  | 0,46%    |
| білоруська | 0,16%    |

## Народилися
- Бірюк Олена Василівна (1932—2021) — радянська і українська спортсменка та тренерка; заслужений майстер спорту СРСР з художньої гімнастики, суддя всесоюзної та міжнародної категорій.
- Дубина Василь (1923—1998) — американський письменник, журналіст.